# Leptopelis gramineus
Leptopelis gramineus är en groddjursart som först beskrevs av George Albert Boulenger 1898.  Leptopelis gramineus ingår i släktet Leptopelis och familjen Arthroleptidae. IUCN kategoriserar arten globalt som livskraftig. Inga underarter finns listade i Catalogue of Life.